# 1 500 mètres masculin aux Jeux olympiques d'été de 1992 (athlétisme)
Navigation
Séoul 1988 Atlanta 1996
L'épreuve du 1 500 mètres masculin aux Jeux olympiques de 1992 s'est déroulée du 3 au 8 août 1992 au Stade olympique de Montjuic de Barcelone, en Espagne.  Elle est remportée par l'Espagnol Fermín Cacho.

## Résultats

### Finale
| Rang               | Athlète            | Pays                        | Temps         |
| ------------------ | ------------------ | --------------------------- | ------------- |
| Médaille d'or      | Fermín Cacho       | Espagne                     | 3 min 40 s 12 |
| Médaille d'argent  | Rachid el-Basir    | Maroc                       | 3 min 40 s 62 |
| Médaille de bronze | Mohamed Suleiman   | Qatar                       | 3 min 40 s 69 |
| 4                  | Joseph Chesire     | Kenya                       | 3 min 41 s 12 |
| 5                  | Jonah Birir        | Kenya                       | 3 min 41 s 27 |
| 6                  | Jens-Peter Herold  | Allemagne                   | 3 min 41 s 53 |
| 7                  | Noureddine Morceli | Algérie                     | 3 min 41 s 70 |
| 8                  | Jim Spivey         | États-Unis                  | 3 min 41 s 74 |
| 9                  | Graham Hood (en)   | Canada                      | 3 min 42 s 55 |
| 10                 | David Kibet        | Kenya                       | 3 min 42 s 62 |
| 11                 | Manuel Pancorbo    | Espagne                     | 3 min 43 s 51 |
| 12                 | Azat Rakipov (en)  | Équipe unifiée de l’ex-URSS | 3 min 44 s 66 |

## Légende
Records et Performances
- AR : Record continental (area record)
- CR : Record des championnats (championship record)
- MR : Record du meeting (meet record)
- NR : Record national (national record)
- OR : Record olympique (olympic record)
- PR : Record paralympique (paralympic record)
- PB : Record personnel (personal best)
- SB : Meilleure performance personnelle de la saison (season's best)
- WL : Meilleure performance mondiale de l'année (world leader)
- WJR : Record du monde junior (world junior record)
- WR : Record du monde (world record)

Circonstances et Conditions
- DNF : N'a pas terminé (did not finish)
- DNS : N'a pas pris le départ (did not start)
- DQ : Disqualification (disqualification)
- NM : Aucun essai valable enregistré (No Mark)
- Q : Qualifié « directement » au prochain tour (ou à la prochaine compétition), lors d'une compétition majeure, grâce au classement ou à la réalisation des minima (automatic qualifier)
- q : Qualifié au prochain tour (ou à la prochaine compétition), lors d'une compétition majeure, grâce au repêchage ou à la réalisation de l'une des meilleures performances parmi celles des « non qualifiés directement » (grâce au meilleur temps ou à la meilleure distance par exemple) (secondary qualifier)